# Rupert Wolfgruber senior
Rupert Wolfgruber (* 30. Dezember 1913 in Göming; † 9. Februar 1993 ebenda) war ein österreichischer Politiker (ÖVP) und Landwirt in Göming. Er war von 1954 bis 1964 Abgeordneter zum Salzburger Landtag und von 1963 bis 1977 Landesrat in den Salzburger Landesregierungen Lechner I bis Lechner IV. 

## Ausbildung und Beruf
Wolfgruber besuchte von 1920 bis 1928 die Volksschule in Oberndorf bei Salzburg und in Arnsdorf und absolvierte in der Folge zwischen 1930 und 1932 die Landwirtschaftsschule Winklhof in Oberalm, wobei er bereits 1931 den elterlichen, landwirtschaftlichen Betrieb in Göming übernahm. Er führte den Langerhof bis 1973.

## Politik und Funktionen
Rupert Wolfgruber war vor dem Zweiten Weltkrieg bis 1938 als Landesobmann-Stellvertreter des „Landwirtschaftlichen Absolventenvereines“ aktiv. Er schloss sich nach Kriegsende der Österreichischen Volkspartei an und wirkte von 1954 bis 1966 als Bezirksobmann des Salzburger Bauernbundes im Flachgau. Auf Landesebene führte er den Bauernbund in Salzburg von 1963 bis 1979 als Landesobmann an, danach wurde er von 1970 bis 1980 Vizepräsident des österreichischen Bauernbundes. In der Lokalpolitik war er von 1945 bis 1954 als Mitglied der Gemeindevertretung von Göming aktiv, zudem war er ab 1945 Ortsbauernobmann von Göming. Als weitere Funktionen hatte er von 1950 bis 1960 das Amt des Obmann der Bezirksbauernkammer Salzburg-Umgebung inne, war von 1950 bis 1964 Kammerrat und von 1960 bis 1964 Vizepräsident der Salzburger Landwirtschaftskammer. Wolfgruber vertrat die Österreichische Volkspartei vom 11. Dezember 1954 bis zum 29. Juni 1964 im Salzburger Landtag, dem er zudem 1969 und 1974 für einige Tage angehörte. Des Weiteren war er vom 3. April 1963 bis zum 20. April 1977 als Landesrat Mitglied der Salzburger Landesregierung. 

## Privates
Rupert Wolfgruber ist der Vater des ehemaligen Landesrates für Landwirtschaft Rupert Wolfgruber junior. Er übergab den landwirtschaftlichen Betrieb 1973 seinem Sohn.

## Auszeichnungen
- Berufstitel Ökonomierat (1963)
- Großes Ehrenzeichen des Landes Salzburg (1973)
- Ehrenobmann des Salzburger Bauernbundes (1979)